# قاتینکول
قاتینکول (به قزاقی: Katynkol) یک دریاچه در قزاقستان است که در بلندی‌های قزاق واقع شده‌است.